# Equesos

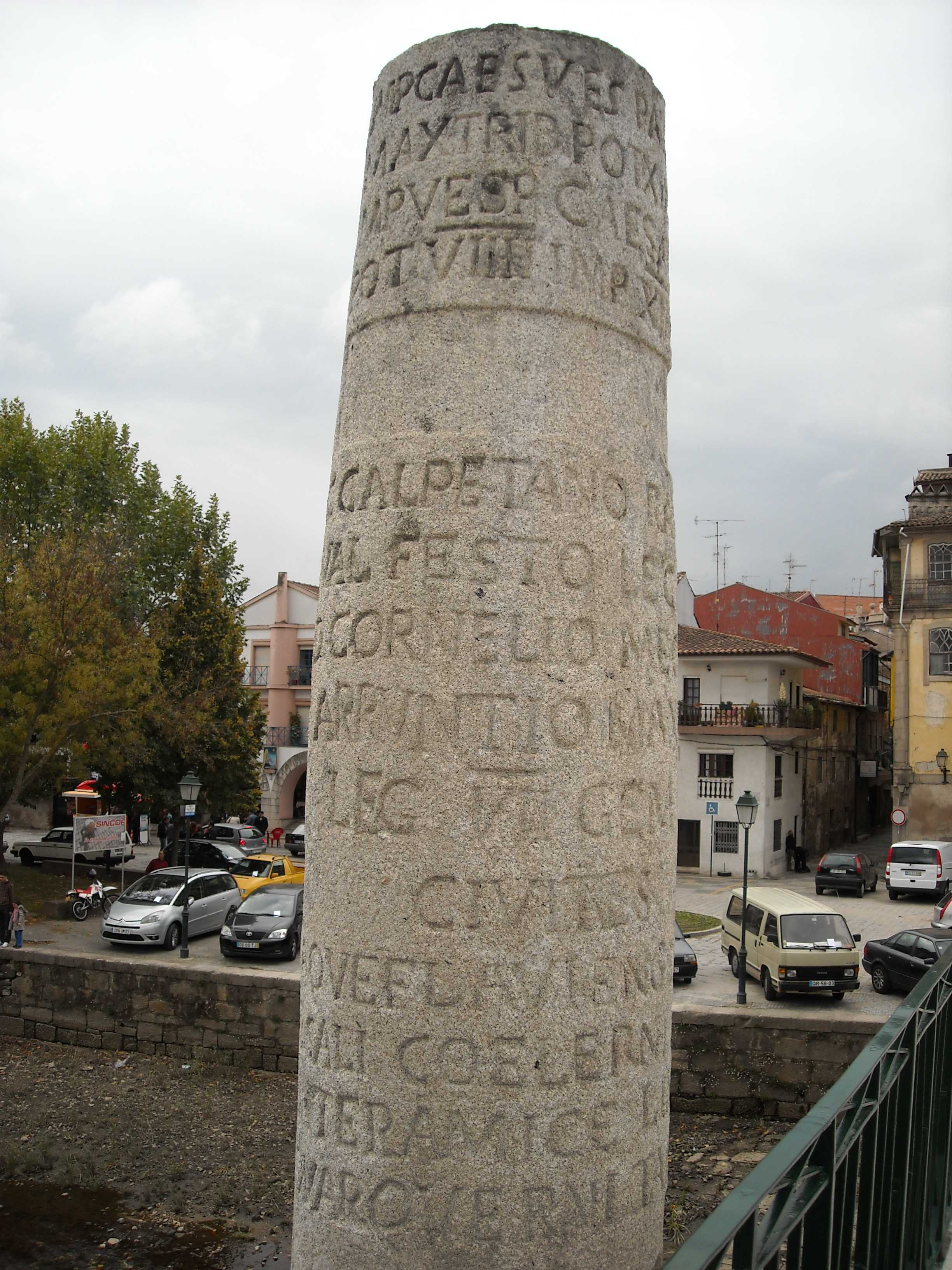
Chaves, Portugal, noviembre 2008.

Los equesos (latín: EQVAESI) eran un pueblo prerromano de la península ibérica, que habitaba en la región de Trás-os-Montes, en el extremo nororiental portugués. Fue uno de los pueblos que resistió hasta la llegada de los suevos y la instauración de su reino. El historiador Pedro Bosch sitúa su área de influencia entre la Sierra de Bornes y las cimas del Mogadouro. 
Han sido encontradas piezas gravadas y esculpidas en un tipo de piedra que no existe en la región, asemejándose a la piedra jabón. Algunas esculturas representan caballos y se cree que están relacionadas con los equesos, pues fueron encontradas en Castro Vicente, en la margen derecha del río Sabor, el área donde habitaban según algunas fuentes. Otros historiadores los sitúan más hacia occidente, cerca del Támega. 
Se piensa que el caballo sería el elemento totémico de este pueblo. EQVV es la denominación que recibe el caballo en el latín clásico.
- Datos: Q5384102